# Núi Koya

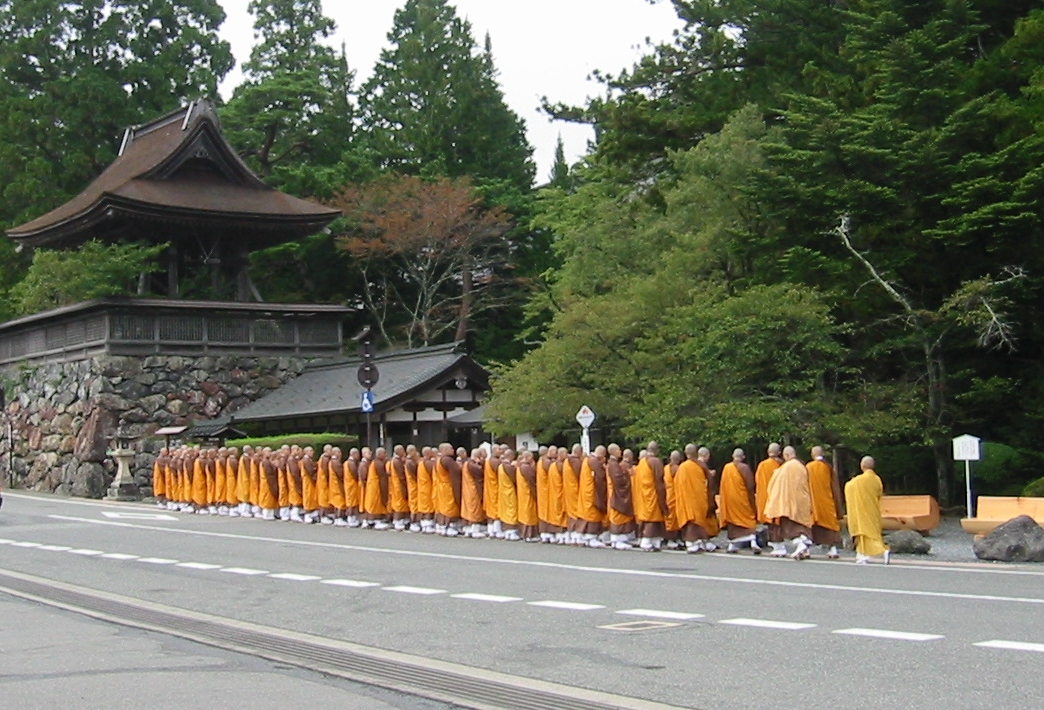
Núi Koya (2004)

Núi Koya (kanji:高野山, romaji: Kōya-san, phiên âm Hán-Việt: Cao Dã sơn) là một ngọn núi tại tỉnh Wakayama của Nhật Bản, phía Nam Osaka.
Nhà sư Không Hải Đại sư là người đầu tiên đến tu hành tại đây nên nơi đây thoạt đầu được biết đến như là trung tâm của Chân Ngôn Tông (shingon). Tọa lạc trên một thung lũng cao 800 m giữa 8 đỉnh núi, mảnh đất ty viện này đã trở thành một thị trấn Koya với một trường đại học nghiên cứu và giảng dạy tôn giáo và 100 ngôi chùa, nhiều ngôi chùa có nơi ở cho những người hành hương. Núi Koya có những địa điểm nổi tiếng sau:
- Nghĩa trang Áo Viện (Okunoin; 奥の院), lăng của Không Hải Đại sư, bao bọc bởi một nghĩa địa rộng lớn (rộng nhất Nhật Bản).
- Đàn Thượng Già Lam (Danjōgaran; 壇上伽藍)
  - Căn Bản Đại Tháp  (Konpon Daitō; 根本大塔), một ngôi chùa mà theo học thuyết của Shingo đại diện cho tâm điểm của mandala bao lấy không chỉ núi Koya mà là cả Nhật Bản.
- Kim Cương Phong Tự (Kongōbu-ji; 金剛峰寺), trung tâm của Chân ngôn tông

Trước đây gười ta có thể đến núi bằng Xe lửa điện Nankai từ Ga xe lửa Namba đến Ga xe lửa Gokurakubashi tại chân núi. Một xe cáp đưa du khách lên đỉnh núi trong 5 phút từ Gokurakubashi. Cả chuyến đi mất 1,5 giờ bằng tàu tốc hành và 2 giờ bằng tàu thường.
Năm 2004, Tổ chức Giáo dục, Khoa học và Văn hóa Liên Hợp Quốc (UNESCO) công nhận Núi Koya, cùng với hai địa điểm khác ở bán đảo Kii là di sản thế giới.

## Một số hình ảnh

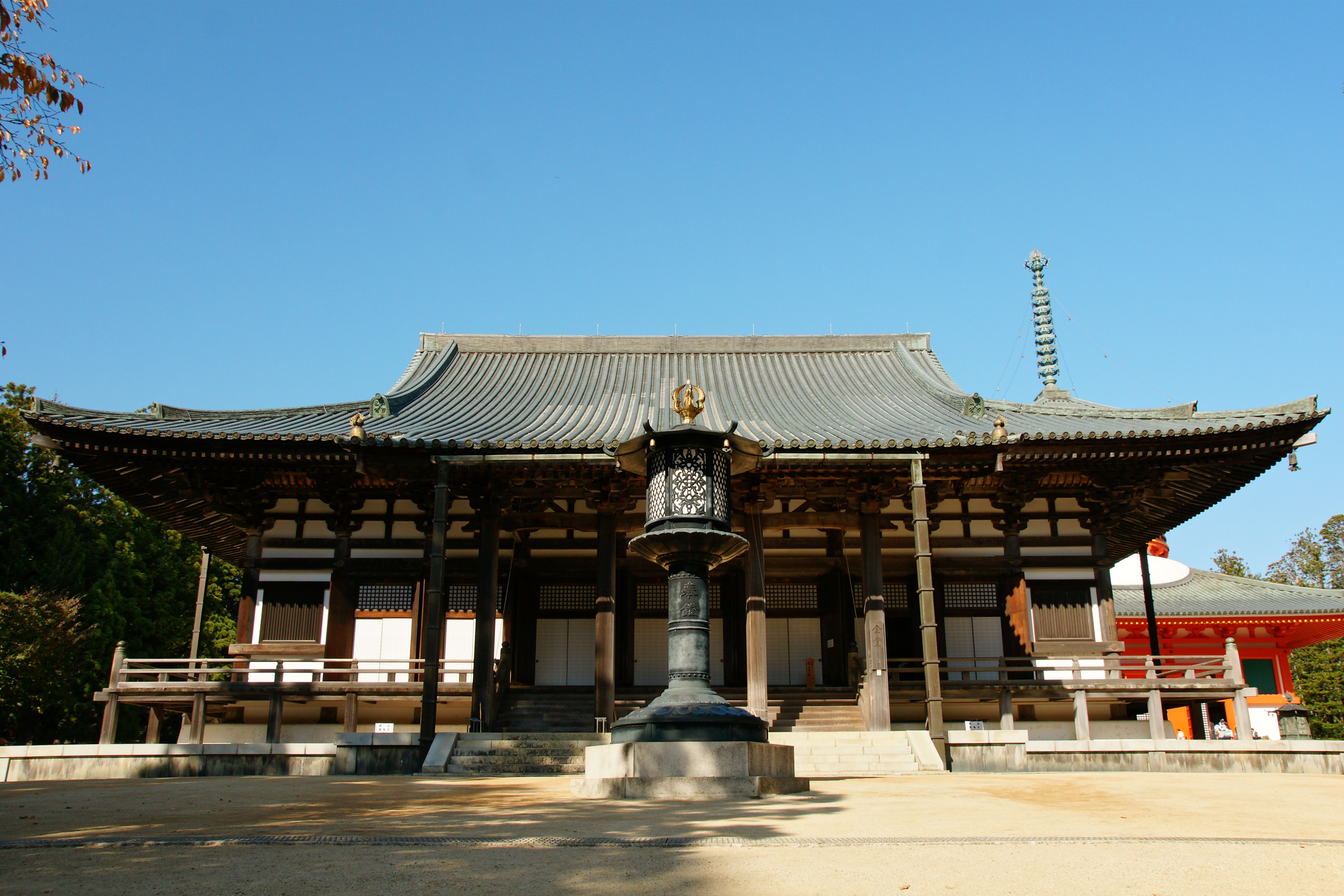
Đàn Thượng Già Lam Kim Đường
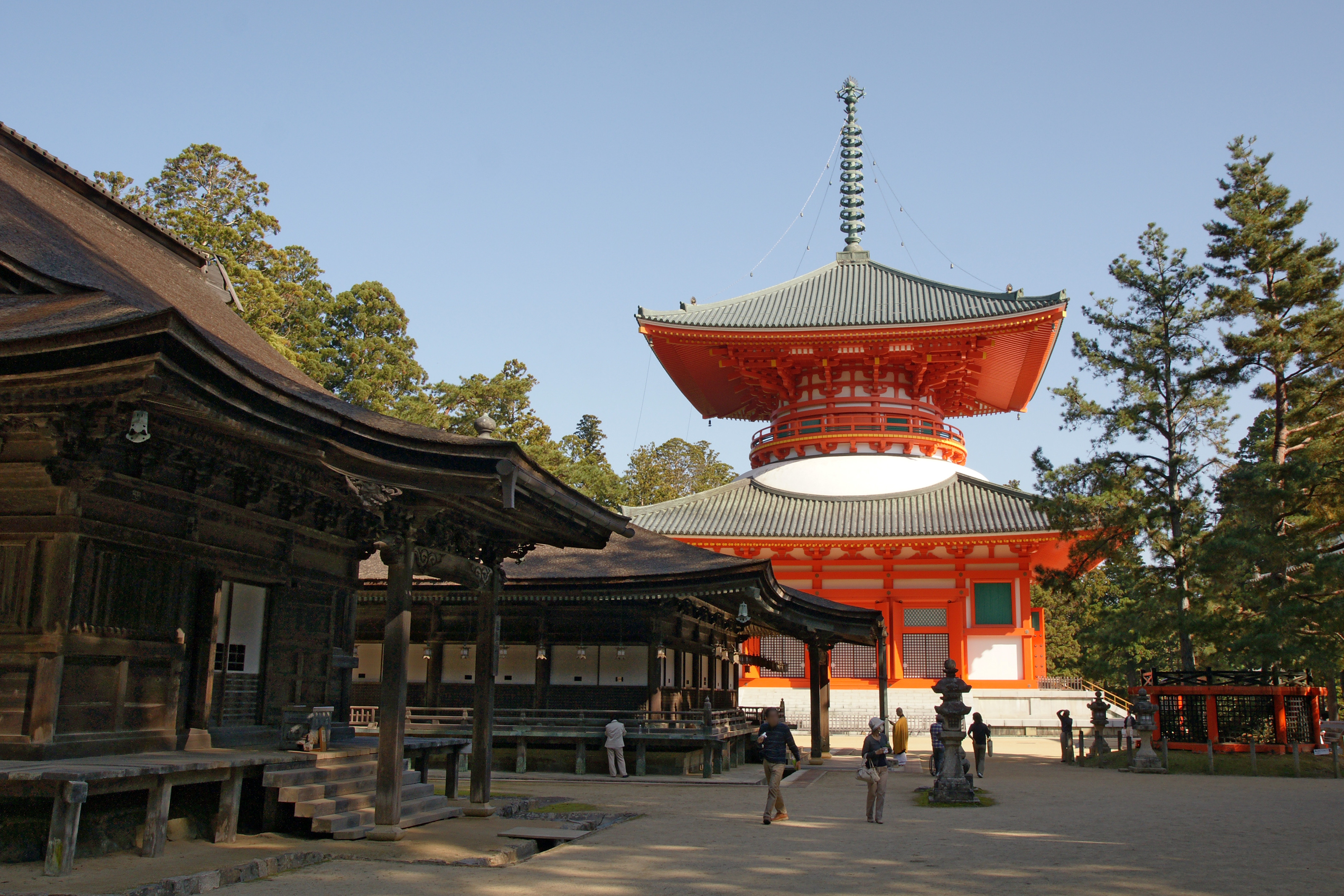
Đàn Thượng Già Lam Căn Bản Đại Tháp
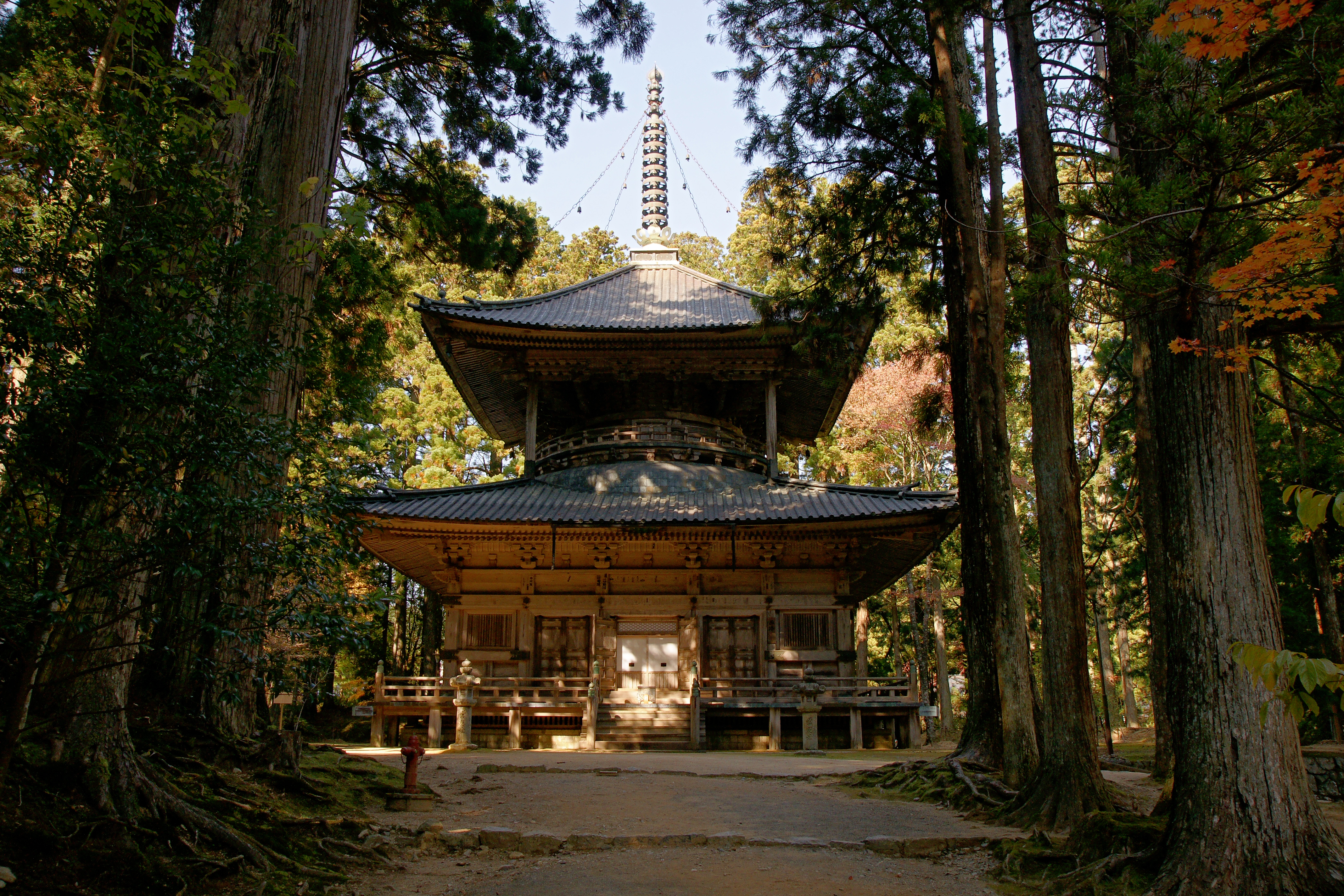
Đàn Thượng Già Lam Tây Tháp
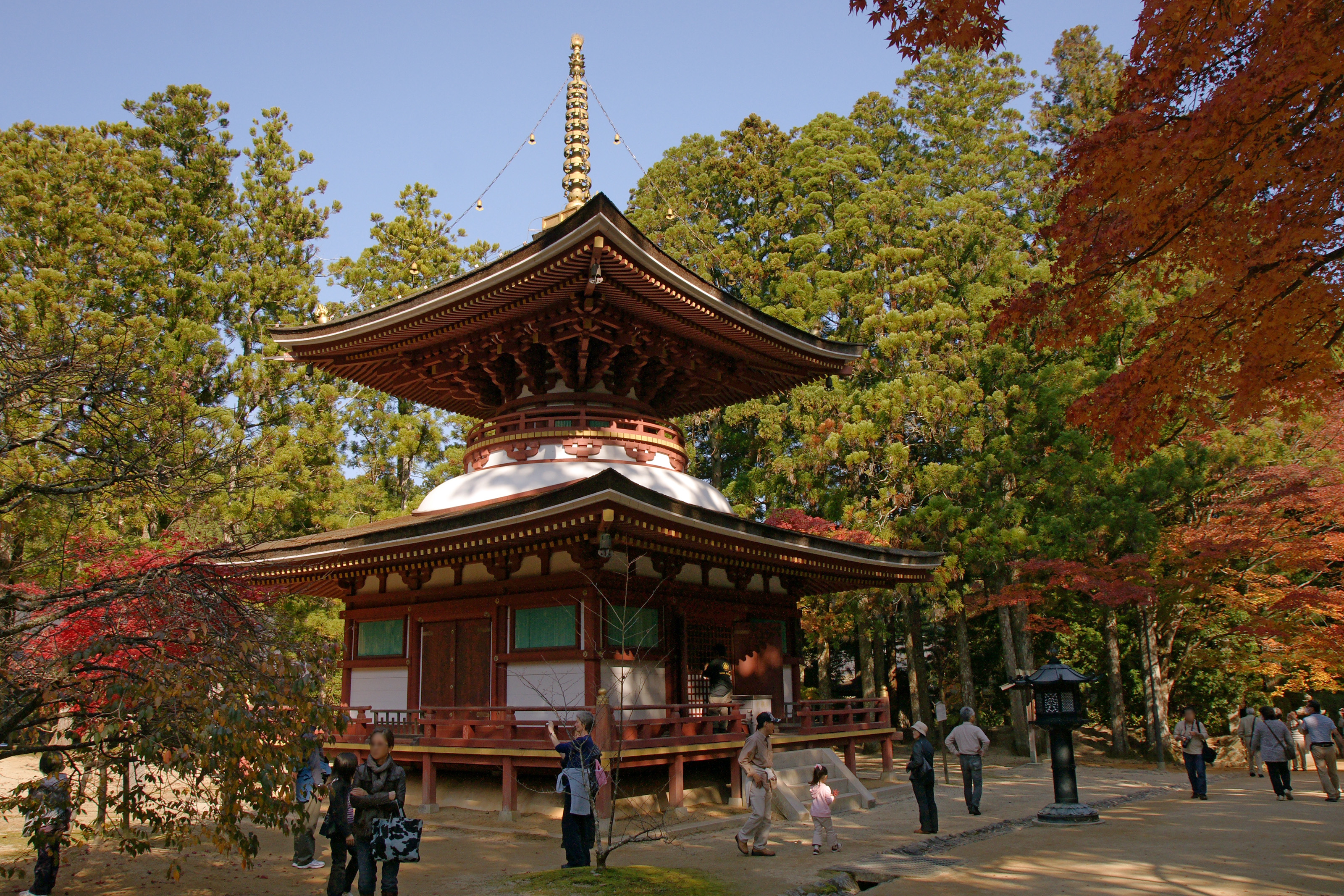
Đàn Thượng Già Lam Đông Tháp
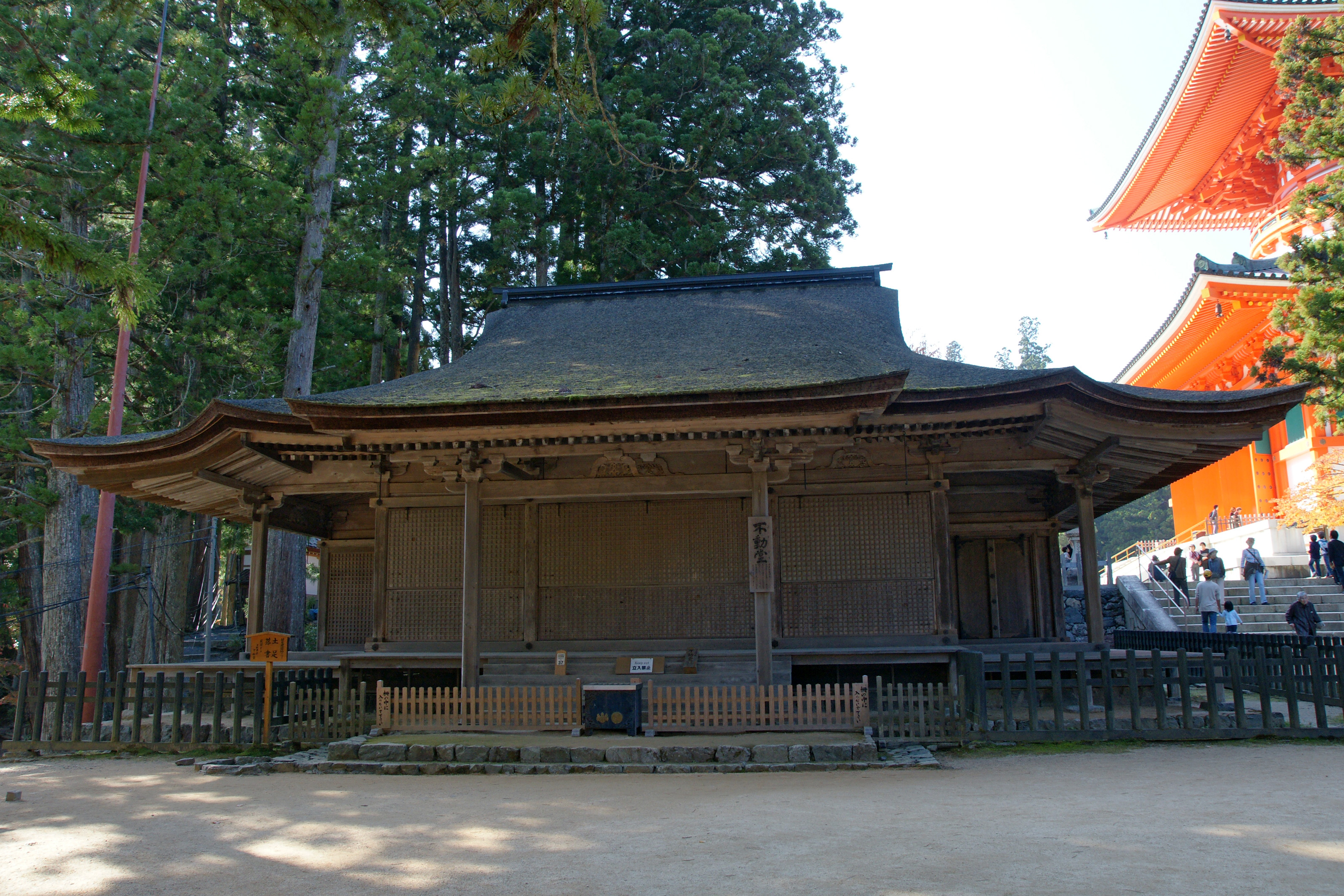
Đàn Thượng Già Lam Bất Động Đường
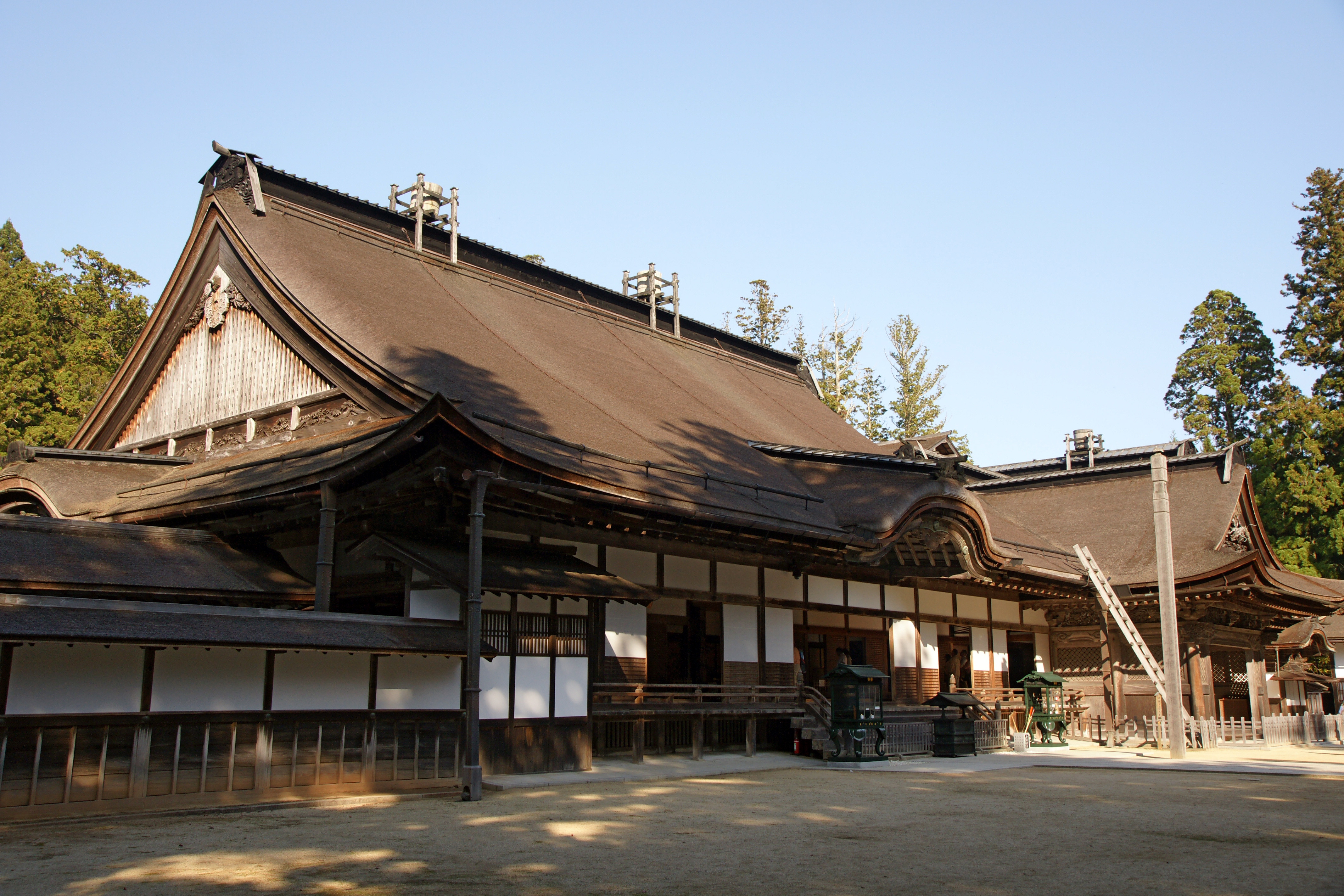
Kim Cương Phong Tự
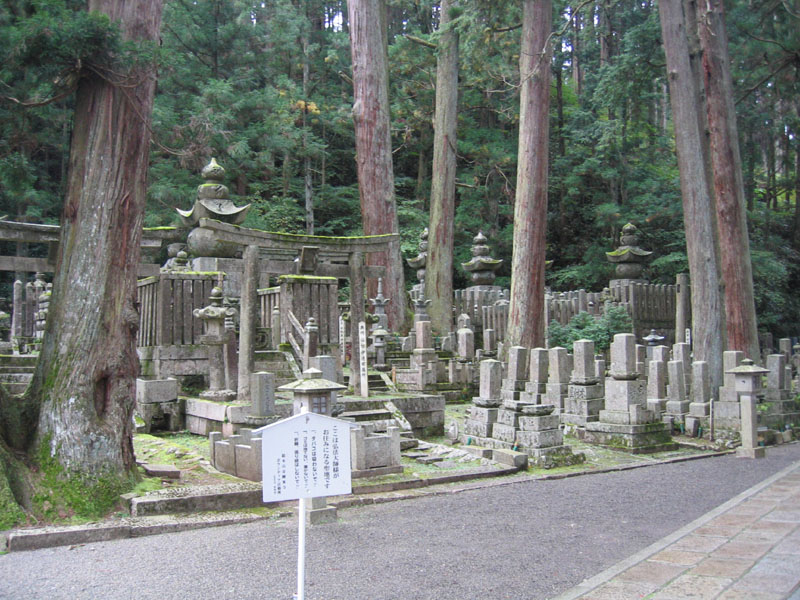
Nghĩa trang Okunoin
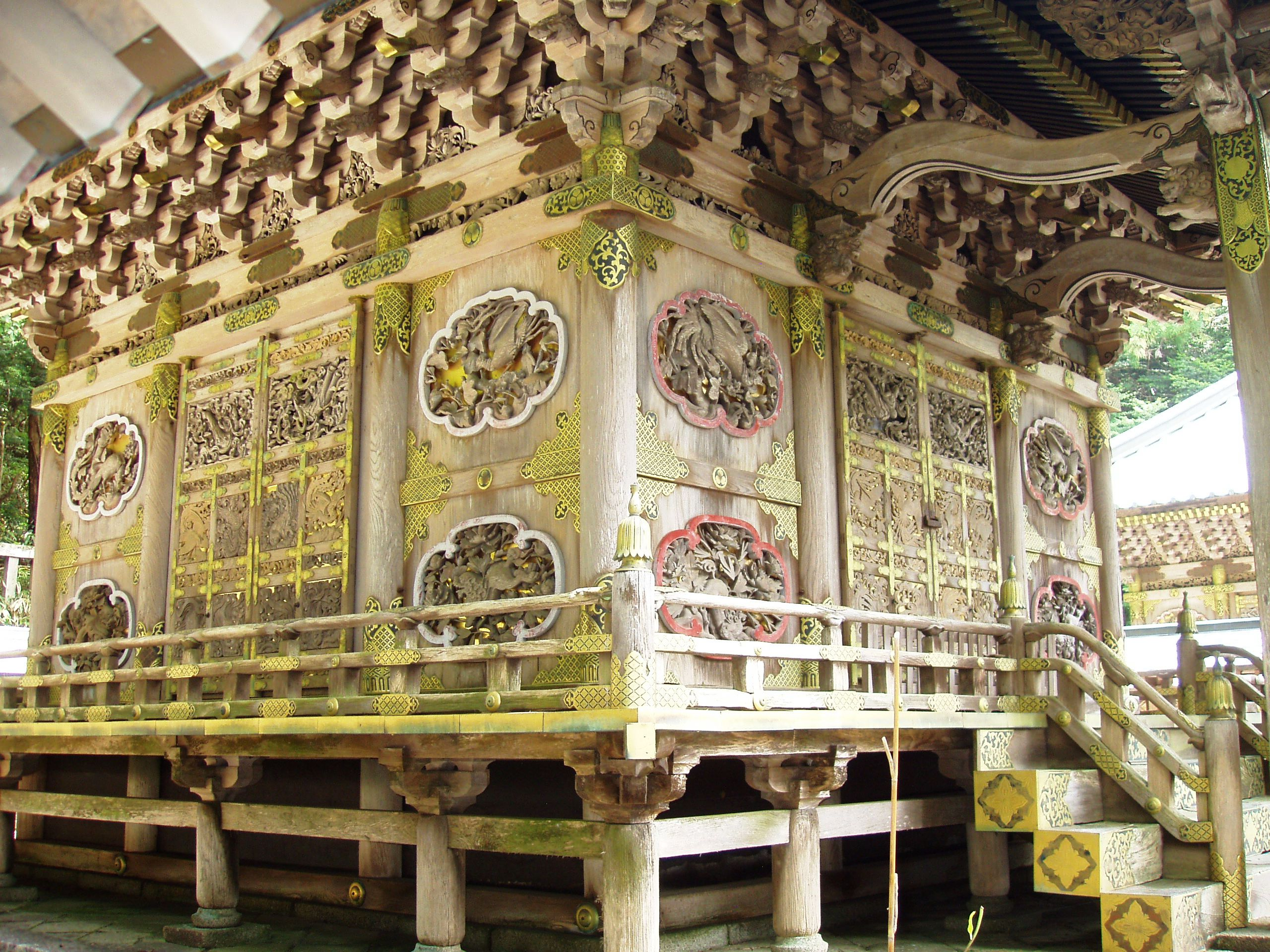
Lăng Tokugawa